# 楊雲濤
楊雲濤（1975年4月2日—），雲南大理人，白族，中国舞蹈家，畢業於中央民族学院（今中央民族大学）舞蹈系。

## 生平
十一歲時被北京中央民族学院錄取為舞蹈系的學生。1992年，從民間藝蹈系畢業的楊雲濤考上了舞蹈大專院校，一年後輟學，隨即加入廣東現代舞團。1999年被選中參演《媽勒訪天邊》。2000年轉至北京現代舞團當獨舞演員。

2002年1月應邀參演香港舞蹈團製作的《媽勒訪天邊》。2002年6月正式加入香港舞蹈團成為首席舞蹈員，2005年加入城市當代舞蹈團。

2007年再度加入香港舞蹈團成為助理藝術總監。同時亦為香港藝術發展局審批員（舞蹈）。

2011年9月獲亞洲文化協會頒發「何晶潔獎助金」，留駐紐約著名沈偉舞蹈藝術舞團，並親身參與舞團因應紐約公園大道軍械庫博物館這場地而特別編作的最新舞蹈劇目，為期四個月。

2013年4月至10月署任香港舞蹈團藝術總監。2013年11月1日，年僅38歲的楊雲濤成為香港舞蹈團歷年最年輕的藝術總監。其妻楊怡孜為城市當代舞蹈團前舞者。

2023年獲香港特別行政區政府行政長官頒授榮譽勳章，以表揚楊氏多年來對舞蹈創作、推廣中國舞、培育舞蹈人才等方面的良多貢獻。

## 主要演出
《香港舞蹈團》主要演出：
- 2002年　《水滸傳》　　　飾演　宋江
- 2002年　《媽勒訪天邊》　飾演　勒
- 2003年　《乾隆與香妃》　飾演　乾隆帝

《城市當代舞蹈團》主要演出：
- 2005年　《霸王》　　飾演　　項羽
- 2007年　《蘭陵王》　飾演　《勝利之鑰》一章中的蘭陵王

《紐約沈偉舞蹈藝術舞團》演出：
- 2011年　《Undivided Divided》
- 《Pleroma Theatre Production》演出：
- 2012年　《伊甸禁章》

《桃花源粵劇工作舍》演出：
- 2015年　《拜將臺》（重演）　　飾演　　項羽

## 所編之舞蹈作品
《廣東現代舞團》的創作：
- 現代舞《此時·此刻》
- 現代舞《幻音》
- 現代舞《可樂理想》

《北京現代舞團》的創作：
- 2000年　現代舞《咖啡．伴侶》
- 2002年　與訾偉舉辦《漂·飄》二人作品晚會（《北京意像》繫列之二）（4月27日）

《城市當代舞蹈團》的創作：
- 2007年　現代舞《三·七·廿一》其中一段《不如跳舞》

《香港話劇團》：
- 2008年　音樂劇《頂頭鎚》

《香港舞蹈團》的創作：
- 2004年、2007年　 音樂劇《邊城》（與周佩韻合編）（首演於2000年；2007年三度公演）
- 2007年 大型舞劇《笑傲江湖》（與梁國城合編）
- 2008年 大型舞劇《木蘭》
- 2009年 大型舞蹈詩《天上‧人間》
- 2010年 大型舞劇《三國風流》
- 2012年 大型舞劇《蘭亭．祭姪》
- 2012年 民族舞《共舞紀事》「傣族舞《竹林深處》」
- 2013年 大型舞劇《金曲蛻變顧嘉煇》經典再現（與劉迎宏、柯志勇、胡錦明、蘇淑合編）
- 2013年 大型舞劇《花木蘭》

## 獎項
- 首屆中國現代舞大賽獲表演銅獎
- 憑《媽勒訪天邊》中之演出獲第二屆中國舞蹈「荷花獎」比賽金獎
- 憑《媽勒訪天邊》中之演出獲第六屆中國藝術節「優秀劇目獎」男主角獎
- 憑獨舞《雲之南》之演出獲第七屆「孔雀杯」舞蹈比賽獨舞表演一等獎
- 憑《水滸傳》、《大地之歌》、《媽勒訪天邊》之演出獲2003年香港舞蹈聯盟「香港舞蹈年獎」
- 憑《霸王》之演出獲2006年香港舞蹈聯盟「香港舞蹈年獎」
- 2010年獲香港藝術發展局頒發2009「年度最佳藝術家獎 (舞蹈)」
- 憑《蘭亭‧祭姪》獲2013年香港舞蹈年獎「最值得表揚舞蹈製作」
- 憑《凝》選段〈靜靜松風〉以組別首位獲得第十三屆中國舞蹈「荷花獎」當代舞獎